# Rodrigo Soriano
 (juin 2025).
Si vous disposez d'ouvrages ou d'articles de référence ou si vous connaissez des sites web de qualité traitant du thème abordé ici, merci de compléter l'article en donnant les références utiles à sa vérifiabilité et en les liant à la section « Notes et références ».
Pour les articles homonymes, voir Soriano.
Rodrigo Soriano y Barroeta-Aldamar, né à Saint-Sébastien en 1868 et mort à Santiago du Chili le 2 décembre 1944, est un homme politique et écrivain espagnol.
Il est à l'origine d'un courant politique républicain dissident du blasquisme, le sorianisme.

## Biographie
Issu d'une famille aristocrate d'idéologie libérale, il commença une carrière de journaliste et critique d'art à Madrid en participant aux revues Vida Nueva et La Época. En 1898 il intégra le Parti républicain radical et s'installa à Valence, où il avait fait la connaissance et s'était lié d'amitié avec Vicente Blasco Ibáñez.
Il travailla comme rédacteur dans la revue blasquiste El Pueblo, devenant célèbre par ses prises de position populistes. En 1903 toutefois, la fondation du Parti d'union républicaine autonomiste (PURA) par Blasco Ibáñez marqua une rupture entre les deux hommes et Soriano fonda un autre journal, baptisé El Radical, où il développa de nouvelles thèses opposées.
Il fut député aux Cortes Generales pour Valence en 1901 et pour Madrid en 1911, où il s'installa de façon définitive. Il y fonda le journal España Nueva, d'orientation républicaine et syndicaliste.
En 1923, il tint plusieurs conférences sur les responsabilités du désastre d'Anoual et de la guerre du Rif, entraînant son arrestation par les autorités espagnoles et sa déportation aux îles Zaffarines et à Fuerteventura.
En 1924, il réussit à prendre la fuite avec Miguel de Unamuno et se rendit à Madrid, où il participa aux activités des exilés opposés à la dictature de Primo de Rivera.
À la proclamation de la Seconde République en 1931, il rentra en Espagne, où il fut élu député républicain fédéral indépendant pour Malaga.
Il fut nommé ambassadeur au Chili jusqu'à la fin de la guerre civile espagnole en 1939 mais ne rentra pas dans son pays d'origine et mourut dans la capitale chilienne en 1944.

## Œuvres
- La vida donostiarra (1893)
- Moros y cristianos (1894),
- El triunfo de don Carlos (1901)
- La entrada de Nozaleda (1904)
- Darío Regoyos (1921)
- España bajo el sable (1925),
- San Lenín (viaje a Rusia) (1927)
- La revolución en España (1931)